# Ippa taxiarcha
Ippa taxiarcha är en fjärilsart som beskrevs av Edward Meyrick 1916. Ippa taxiarcha ingår i släktet Ippa och familjen äkta malar.
Artens utbredningsområde är Sri Lanka. Inga underarter finns listade i Catalogue of Life.